# Трисульфид дигафния
Трисульфид дигафния — бинарное неорганическое соединение
гафния и серы
с формулой Hf2S3,
жёлто-коричневые кристаллы.

## Получение
- Нагревание стехиометрических количеств простых веществ:

{\displaystyle {\mathsf {2Hf+3S\ {\xrightarrow {T}}\ Hf_{2}S_{3}}}}

## Физические свойства
Трисульфид дигафния образует жёлто-коричневые кристаллы
гексагональной сингонии, параметры ячейки a = 0,3635 нм, c = 0,5839 нм, Z = 1
.